# Villers-les-Pots
Villers-les-Pots település Franciaországban, Côte-d’Or megyében. Lakosainak száma 1206 fő (2022. január 1.). Villers-les-Pots Magny-Montarlot, Champdôtre, Auxonne, Tillenay, Tréclun, Athée, Soirans és Collonges-et-Premières községekkel határos.

## Népesség
A település népessége az elmúlt években az alábbi módon változott:
| Lakosok száma | 731  | 763  | 855  | 999  | 1076 | 1096 | 1134 | 1167 | 1177 | 1206 |
|               | 1968 | 1982 | 1990 | 2006 | 2013 | 2015 | 2017 | 2019 | 2020 | 2022 |